# Temporada da ATP de 2021
A temporada da ATP de 2021 foi o circuito masculino dos tenistas profissionais de elite para o ano em questão. A Associação de Tenistas Profissionais (ATP) organiza a maioria dos eventos – os ATP Masters 1000, ATP 500, os ATP 250, o de fim de temporada (ATP Finals), o ATP Next Gen Finals e a ATP Cup, enquanto que a Federação Internacional de Tênis (ITF) tem os torneios do Grand Slam, o evento tenístico dos Jogos Olímpicos e a Copa Davis. A Laver Cup completa a lista.
Devido a pandemia de COVID-19 ainda persistir, um calendário parcial foi divulgado - em 5 de janeiro, os torneios até Miami foram confirmados. Nesse período, alguns eventos tradicionais, como os que ocorrem na Oceania, que não o Australian Open, e Indian Wells foram realocados, adiados ou cancelados. Os Jogos Olímpicos, que não aconteceram no ano anterior, foram agendados para este, no fim de julho. Em um ano com essa competição, torneios habituais do mês são adiados ou adiantados, apertando o cronograma.
A Copa Davis de 2020 teve apenas a primeira data cumprida no ano a qual pertence. Assim, será finalizada em 2021, incluindo a realização da fase final, com sede fixa, desta vez pegando duas semanas.

## Calendário

### Países
| Torneios | País(es)                                                            | País(es)                                                                        |
| -------- | ------------------------------------------------------------------- | ------------------------------------------------------------------------------- |
| 11       | Estados Unidos                                                      | Estados Unidos                                                                  |
| 7        | França                                                              | França                                                                          |
| 6        | Itália                                                              | Itália                                                                          |
| 5        | Espanha                                                             | Espanha                                                                         |
| 4        | Alemanha                                                            | Austrália                                                                       |
| 3        | Áustria                                                             | Grã-Bretanha                                                                    |
| 2        | Argentina · México · Rússia                                         | Sérvia · Suíça · Suécia                                                         |
| 1        | Bélgica · Bulgária · Canadá · Catar · Cazaquistão · Chile · Croácia | Emirados Árabes Unidos · Japão · Países Baixos · Portugal · Singapura · Turquia |

### Mês a mês

#### Legenda
Abaixo estão exemplos, com explicações usando o elemento dica de contexto. Basta passar o cursor sobre cada linha pontilhada para lê-las.
| Semana de                   | Torneio                                                                                        | Campeã(s)(o/ões)            | Vice-campeã(s)(o/ões)     | Resultado            |
| --------------------------- | ---------------------------------------------------------------------------------------------- | --------------------------- | ------------------------- | -------------------- |
| 16 de janeiro 23 de janeiro | Australian Open · Melbourne, Austrália · Grand Slam · A$ 12.176.550 – duro – 128S•96Q•64D•32DM | jogador(a) 1                | jogador(a) 2              | 7–61, 4–6, 7–6(10–6) |
| 16 de janeiro 23 de janeiro | Australian Open · Melbourne, Austrália · Grand Slam · A$ 12.176.550 – duro – 128S•96Q•64D•32DM | jogador(a) 3 · jogador(a) 4 | jogador(a) 5 jogador(a) 6 | 4–6, 6–4, [11–9]     |
| 16 de janeiro 23 de janeiro | Australian Open · Melbourne, Austrália · Grand Slam · A$ 12.176.550 – duro – 128S•96Q•64D•32DM | jogadora 7 jogador 8        | jogadora 9 jogador 10     | 6–2, 4–6, [10–3]     |

| Casos excepcionais | Premiação               | Grand Slam | Grand Slam | Grand Slam |
| Casos excepcionais | Premiação               | Variável   |            |            |
| Casos excepcionais | Número de participantes | QD         | E          |            |
| Casos excepcionais | Ordenação dos torneios  |            |            |            |

| Ícones | Clicável      |                                        |                                           |
| Ícones | Clicável      | edição do torneio                      |                                           |
| Ícones | Não-clicáveis |                                        | primeiro título conquistado na modalidade |
| Ícones | Não-clicáveis | o(a) jogador(a)/país defendeu o título |                                           |

#### Janeiro
| Semana de     | Torneio                                                                                 | Campeão(s)                    | Vice-campeão(s)                  | Resultado                |
| ------------- | --------------------------------------------------------------------------------------- | ----------------------------- | -------------------------------- | ------------------------ |
| 4 de janeiro  | Antalya Open Antália, Turquia ATP 250 US$ 361.800 – duro – 32S•24Q•16D                  | Alex de Minaur                | Alexander Bublik                 | 2–0, ab.                 |
| 4 de janeiro  | Antalya Open Antália, Turquia ATP 250 US$ 361.800 – duro – 32S•24Q•16D                  | Nikola Mektić Mate Pavić      | Ivan Dodig Filip Polášek         | 6–2, 6–4                 |
| 4 de janeiro  | Delray Beach Open Delray Beach, Estados Unidos ATP 250 US$ 418.195 – duro – 28S•16Q•16D | Hubert Hurkacz                | Sebastian Korda                  | 6–3, 6–3                 |
| 4 de janeiro  | Delray Beach Open Delray Beach, Estados Unidos ATP 250 US$ 418.195 – duro – 28S•16Q•16D | Ariel Behar · Gonzalo Escobar | Christian Harrison Ryan Harrison | 56–7, 7–64, [10–4]       |
| 11 de janeiro | sem torneios programados                                                                | sem torneios programados      | sem torneios programados         | sem torneios programados |
| 18 de janeiro | sem torneios programados                                                                | sem torneios programados      | sem torneios programados         | sem torneios programados |
| 25 de janeiro | sem torneios programados                                                                | sem torneios programados      | sem torneios programados         | sem torneios programados |

#### Fevereiro
| Semana de                      | Torneio                                                                                          | Campeã(s)(o/ões)                                                           | Vice-campeã(s)(o/ões)                                                          | Resultado                               |
| ------------------------------ | ------------------------------------------------------------------------------------------------ | -------------------------------------------------------------------------- | ------------------------------------------------------------------------------ | --------------------------------------- |
| 1º de fevereiro                | Great Ocean Road Open Melbourne, Austrália ATP 250 US$ 382.575 – duro – 56S•24D                  | Jannik Sinner                                                              | Stefano Travaglia                                                              | 7–64, 6–4                               |
| 1º de fevereiro                | Great Ocean Road Open Melbourne, Austrália ATP 250 US$ 382.575 – duro – 56S•24D                  | Jamie Murray Bruno Soares                                                  | Juan Sebastián Cabal Robert Farah                                              | 6–3, 7–67                               |
| 1º de fevereiro                | Murray River Open Melbourne, Austrália ATP 250 US$ 320.775 – duro – 56S•24D                      | Daniel Evans                                                               | Félix Auger-Aliassime                                                          | 6–2, 6–3                                |
| 1º de fevereiro                | Murray River Open Melbourne, Austrália ATP 250 US$ 320.775 – duro – 56S•24D                      | Nikola Mektić Mate Pavić                                                   | Jérémy Chardy Fabrice Martin                                                   | 7–62, 6–3                               |
| 1º de fevereiro                | Tata Open Maharashtra Pune, Índia ATP 250 US$ – duro – 28S•16Q•16D                               | Cancelado devido à pandemia de COVID-19                                    | Cancelado devido à pandemia de COVID-19                                        | Cancelado devido à pandemia de COVID-19 |
| 1º de fevereiro                | ATP Cup Melbourne, Austrália Competição de curta duração entre países US$ 7.500.000 – duro – 24E | Rússia · Evgeny Donskoy · Aslan Karatsev · Daniil Medvedev · Andrey Rublev | Itália · Matteo Berrettini · Simone Bolelli · Fabio Fognini · Andrea Vavassori | 2–0                                     |
| 8 de fevereiro 15 de fevereiro | Australian Open Melbourne, Austrália Grand Slam A$ 33.098.500 – duro – 128S•128Q•64D•32DM        | Novak Djokovic                                                             | Daniil Medvedev                                                                | 7–5, 6–2, 6–2                           |
| 8 de fevereiro 15 de fevereiro | Australian Open Melbourne, Austrália Grand Slam A$ 33.098.500 – duro – 128S•128Q•64D•32DM        | Ivan Dodig Filip Polášek                                                   | Rajeev Ram Joe Salisbury                                                       | 6–3, 6–4                                |
| 8 de fevereiro 15 de fevereiro | Australian Open Melbourne, Austrália Grand Slam A$ 33.098.500 – duro – 128S•128Q•64D•32DM        | Barbora Krejčíková Rajeev Ram                                              | Samantha Stosur Matthew Ebden                                                  | 6–1, 6–4                                |
| 15 de fevereiro                | Rio Open Rio de Janeiro, Brasil ATP 500 US$ – saibro – 32S•16Q•16D•4QD                           | Cancelado devido à pandemia de COVID-19                                    | Cancelado devido à pandemia de COVID-19                                        | Cancelado devido à pandemia de COVID-19 |
| 22 de fevereiro                | Córdoba Open Córdoba, Argentina ATP 250 US$ 393.935 – saibro – 28S•32Q•16D                       | Juan Manuel Cerúndolo                                                      | Albert Ramos-Viñolas                                                           | 6–0, 2–6, 6–2                           |
| 22 de fevereiro                | Córdoba Open Córdoba, Argentina ATP 250 US$ 393.935 – saibro – 28S•32Q•16D                       | Rafael Matos · Felipe Meligeni Rodrigues Alves                             | Romain Arneodo Benoît Paire                                                    | 6–4, 6–1                                |
| 22 de fevereiro                | Open Sud de France Montpellier, França ATP 250 € 323.970 – duro (coberto) – 28S•16Q•16D          | David Goffin                                                               | Roberto Bautista Agut                                                          | 5–7, 6–4, 6–2                           |
| 22 de fevereiro                | Open Sud de France Montpellier, França ATP 250 € 323.970 – duro (coberto) – 28S•16Q•16D          | Henri Kontinen Édouard Roger-Vasselin                                      | Jonathan Erlich Andrei Vasilevski                                              | 6–2, 7–5                                |
| 22 de fevereiro                | Singapore Tennis Open Singapura ATP 250 US$ 361.800 – duro – 28S•16Q•16D                         | Alexei Popyrin                                                             | Alexander Bublik                                                               | 4–6, 6–0, 6–2                           |
| 22 de fevereiro                | Singapore Tennis Open Singapura ATP 250 US$ 361.800 – duro – 28S•16Q•16D                         | Sander Gillé Joran Vliegen                                                 | Matthew Ebden John-Patrick Smith                                               | 6–2, 6–3                                |

#### Março
| Semana de               | Torneio | Campeão(s)                              | Vice-campeão(s)                         | Resultado                               |
| ----------------------- | --- | --------------------------------------- | --------------------------------------- | --------------------------------------- |
| 1º de março             | ABN AMRO World Tennis Tournament Roterdã, Países Baixos ATP 500 € 1.117.900 – duro (coberto) – 32S•16Q•16D•4QD    | Andrey Rublev                           | Márton Fucsovics                        | 7–64, 6–4                               |
| 1º de março             | ABN AMRO World Tennis Tournament Roterdã, Países Baixos ATP 500 € 1.117.900 – duro (coberto) – 32S•16Q•16D•4QD    | Nikola Mektić Mate Pavić                | Kevin Krawietz Horia Tecău              | 7–67, 6–2                               |
| 1º de março             | Argentina Open Buenos Aires, Argentina ATP 250 US$ 411.940 – saibro – 28S•32Q•16D                                 | Diego Schwartzman                       | Francisco Cerúndolo                     | 6–1, 6–2                                |
| 1º de março             | Argentina Open Buenos Aires, Argentina ATP 250 US$ 411.940 – saibro – 28S•32Q•16D                                 | Tomislav Brkić · Nikola Čačić           | Ariel Behar Gonzalo Escobar             | 6–3, 7–5                                |
| 8 de março              | Qatar ExxonMobil Open Doha, Catar ATP 250 US$ 890.920 – duro – 28S•11Q•16D                                        | Nikoloz Basilashvili                    | Roberto Bautista Agut                   | 7–65, 6–2                               |
| 8 de março              | Qatar ExxonMobil Open Doha, Catar ATP 250 US$ 890.920 – duro – 28S•11Q•16D                                        | Aslan Karatsev · Andrey Rublev          | Marcus Daniell Philipp Oswald           | 7–5, 6–4                                |
| 8 de março              | Open 13 Provence Marselha, França ATP 250 € 409.765 – duro (coberto) – 28S•16Q•16D                                | Daniil Medvedev                         | Pierre-Hugues Herbert                   | 6–4, 46–7, 6–4                          |
| 8 de março              | Open 13 Provence Marselha, França ATP 250 € 409.765 – duro (coberto) – 28S•16Q•16D                                | Lloyd Glasspool · Harri Heliövaara      | Sander Arends David Pel                 | 7–5, 7–64                               |
| 8 de março              | Chile Dove Men+Care Open Santiago, Chile ATP 250 US$ 393.935 – saibro – 28S•32Q•16D                               | Cristian Garín                          | Facundo Bagnis                          | 6–4, 36–7, 7–5                          |
| 8 de março              | Chile Dove Men+Care Open Santiago, Chile ATP 250 US$ 393.935 – saibro – 28S•32Q•16D                               | Simone Bolelli Máximo González          | Federico Delbonis Jaume Munar           | 7–64, 6–4                               |
| 8 de março 15 de março  | BNP Paribas Open Indian Wells, Estados Unidos ATP Masters 1000 US$ – duro – 96S•48Q•32D                           | Remarcado devido à pandemia de COVID-19 | Remarcado devido à pandemia de COVID-19 | Remarcado devido à pandemia de COVID-19 |
| 15 de março             | Abierto Mexicano Telcel Acapulco, México ATP 500 US$ 1.204.960 – duro – 32S•32Q•16D•4QD                           | Alexander Zverev                        | Stefanos Tsitsipas                      | 6–4, 7–63                               |
| 15 de março             | Abierto Mexicano Telcel Acapulco, México ATP 500 US$ 1.204.960 – duro – 32S•32Q•16D•4QD                           | Ken Skupski Neal Skupski                | Marcel Granollers Horacio Zeballos      | 7–63, 6–4                               |
| 15 de março             | Dubai Duty Free Tennis Championships Dubai, Emirados Árabes Unidos ATP 500 US$ 2.048.855 – duro – 46S•24Q•16D•4QD | Aslan Karatsev                          | Lloyd Harris                            | 6–3, 6–2                                |
| 15 de março             | Dubai Duty Free Tennis Championships Dubai, Emirados Árabes Unidos ATP 500 US$ 2.048.855 – duro – 46S•24Q•16D•4QD | Juan Sebastián Cabal Robert Farah       | Nikola Mektić Mate Pavić                | 7–60, 7–64                              |
| 22 de março 29 de março | Miami Open Miami, Estados Unidos ATP Masters 1000 US$ 4.299.205 – duro – 96S•48Q•32D                              | Hubert Hurkacz                          | Jannik Sinner                           | 7–64, 6–4                               |
| 22 de março 29 de março | Miami Open Miami, Estados Unidos ATP Masters 1000 US$ 4.299.205 – duro – 96S•48Q•32D                              | Nikola Mektić Mate Pavić                | Daniel Evans Neal Skupski               | 6–4, 6–4                                |

#### Abril
| Semana de   | Torneio | Campeão(s)                              | Vice-campeão(s)                         | Resultado                               |
| ----------- | --- | --------------------------------------- | --------------------------------------- | --------------------------------------- |
| 5 de abril  | Sardegna Open Cagliari, Itália ATP 250 € 408.800 – saibro – 28S•16Q•16D                                           | Lorenzo Sonego                          | Laslo Djere                             | 2–6, 7–65, 6–4                          |
| 5 de abril  | Sardegna Open Cagliari, Itália ATP 250 € 408.800 – saibro – 28S•16Q•16D                                           | Lorenzo Sonego · Andrea Vavassori       | Simone Bolelli Andrés Molteni           | 6–3, 6–4                                |
| 5 de abril  | Fayez Saforim & Co. U.S. Men's Clay Court Championship Houston, Estados Unidos ATP 250 US$ – saibro – 28S•16Q•16D | Cancelado devido à pandemia de COVID-19 | Cancelado devido à pandemia de COVID-19 | Cancelado devido à pandemia de COVID-19 |
| 5 de abril  | AnyTech365 Andalucía Open Marbella, Espanha ATP 250 US$ 408.800 – saibro – 28S•16Q•16D                            | Pablo Carreño Busta                     | Jaume Munar                             | 6–1, 2–6, 6–4                           |
| 5 de abril  | AnyTech365 Andalucía Open Marbella, Espanha ATP 250 US$ 408.800 – saibro – 28S•16Q•16D                            | Ariel Behar Gonzalo Escobar             | Tomislav Brkić Nikola Čačić             | 6–2, 6–4                                |
| 5 de abril  | Grand Prix Hassan II Marraquexe, Marrocos ATP 250 € – saibro – 32S•16Q•16D                                        | Cancelado devido à pandemia de COVID-19 | Cancelado devido à pandemia de COVID-19 | Cancelado devido à pandemia de COVID-19 |
| 12 de abril | Rolex Monte-Carlo Masters Roquebrune-Cap-Martin, França ATP Masters 1000 € 2.460.585 – saibro – 56S•28Q•28D       | Stefanos Tsitsipas                      | Andrey Rublev                           | 6–3, 6–3                                |
| 12 de abril | Rolex Monte-Carlo Masters Roquebrune-Cap-Martin, França ATP Masters 1000 € 2.460.585 – saibro – 56S•28Q•28D       | Nikola Mektić · Mate Pavić              | Daniel Evans Neal Skupski               | 6–3, 4–6, [10–7]                        |
| 19 de abril | Barcelona Open Banc Sabadell Barcelona, Espanha ATP 500 € 1.702.800 – saibro – 48S•24Q•16D•4QD                    | Rafael Nadal                            | Stefanos Tsitsipas                      | 6–4, 66–7, 7–5                          |
| 19 de abril | Barcelona Open Banc Sabadell Barcelona, Espanha ATP 500 € 1.702.800 – saibro – 48S•24Q•16D•4QD                    | Juan Sebastián Cabal · Robert Farah     | Kevin Krawietz Horia Tecău              | 6–4, 6–2                                |
| 19 de abril | Serbia Open Belgrado, Sérvia ATP 250 € 711.800 – saibro – 28S•16Q•16D                                             | Matteo Berrettini                       | Aslan Karatsev                          | 6–1, 3–6, 7–60                          |
| 19 de abril | Serbia Open Belgrado, Sérvia ATP 250 € 711.800 – saibro – 28S•16Q•16D                                             | Ivan Sabanov · Matej Sabanov            | Ariel Behar Gonzalo Escobar             | 6–3, 7–65                               |
| 26 de abril | Millennium Estoril Open Estoril, Portugal ATP 250 € 481.270 – saibro – 28S•16Q•16D                                | Albert Ramos-Viñolas                    | Cameron Norrie                          | 4–6, 6–3, 7–63                          |
| 26 de abril | Millennium Estoril Open Estoril, Portugal ATP 250 € 481.270 – saibro – 28S•16Q•16D                                | Hugo Nys Tim Pütz                       | Luke Bambridge Dominic Inglot           | 7–5, 3–6, [10–3]                        |
| 26 de abril | BMW Open Munique, Alemanha ATP 250 € 481.270 – saibro – 28S•16Q•16D                                               | Nikoloz Basilashvili                    | Jan-Lennard Struff                      | 6–4, 7–65                               |
| 26 de abril | BMW Open Munique, Alemanha ATP 250 € 481.270 – saibro – 28S•16Q•16D                                               | Wesley Koolhof Kevin Krawietz           | Sander Gillé Joran Vliegen              | 4–6, 6–4, [10–5]                        |

#### Maio
| Semana de             | Torneio                                                                                      | Campeã(s)(o/ões)                    | Vice-campeã(s)(o/ões)               | Resultado                |
| --------------------- | -------------------------------------------------------------------------------------------- | ----------------------------------- | ----------------------------------- | ------------------------ |
| 3 de maio             | Mutua Madrid Open Madri, Espanha ATP Masters 1000 € 3.226.325 – saibro – 56S•28Q•28D         | Alexander Zverev                    | Matteo Berrettini                   | 86–7, 6–4, 6–3           |
| 3 de maio             | Mutua Madrid Open Madri, Espanha ATP Masters 1000 € 3.226.325 – saibro – 56S•28Q•28D         | Marcel Granollers Horacio Zeballos  | Nikola Mektić Mate Pavić            | 1–6, 6–3, [10–8]         |
| 10 de maio            | Internazionali BNL d'Italia Roma, Itália ATP Masters 1000 € 2.563.710 – saibro – 56S•28Q•32D | Rafael Nadal                        | Novak Djokovic                      | 7–5, 1–6, 6–3            |
| 10 de maio            | Internazionali BNL d'Italia Roma, Itália ATP Masters 1000 € 2.563.710 – saibro – 56S•28Q•32D | Nikola Mektić Mate Pavić            | Rajeev Ram Joe Salisbury            | 6–4, 7–64                |
| 17 de maio            | Gonet Geneva Open Genebra, Suíça ATP 250 € 481.270 – saibro – 28S•16Q•16D                    | Casper Ruud                         | Denis Shapovalov                    | 7–66, 6–4                |
| 17 de maio            | Gonet Geneva Open Genebra, Suíça ATP 250 € 481.270 – saibro – 28S•16Q•16D                    | John Peers Michael Venus            | Simone Bolelli Máximo González      | 6–2, 7–5                 |
| 17 de maio            | Open Parc Auvergne-Rhône-Alpes Lyon Lyon, França ATP 250 € 481.270 – saibro – 28S•16Q•16D    | Stefanos Tsitsipas                  | Cameron Norrie                      | 6–3, 6–3                 |
| 17 de maio            | Open Parc Auvergne-Rhône-Alpes Lyon Lyon, França ATP 250 € 481.270 – saibro – 28S•16Q•16D    | Hugo Nys Tim Pütz                   | Pierre-Hugues Herbert Nicolas Mahut | 6–4, 5–7, [10–8]         |
| 24 de maio            | Belgrade Open Belgrado, Sérvia ATP 250 € 511.000 – saibro – 28S•16Q•16D                      | Novak Djokovic                      | Alex Molčan                         | 6–4, 6–3                 |
| 24 de maio            | Belgrade Open Belgrado, Sérvia ATP 250 € 511.000 – saibro – 28S•16Q•16D                      | Jonathan Erlich · Andrei Vasilevski | André Göransson Rafael Matos        | 6–4, 6–1                 |
| 24 de maio            | Emilia-Romagna Open Parma, Itália ATP 250 € 541.800 – saibro – 28S•16Q•16D                   | Sebastian Korda                     | Marco Cecchinato                    | 6–2, 6–4                 |
| 24 de maio            | Emilia-Romagna Open Parma, Itália ATP 250 € 541.800 – saibro – 28S•16Q•16D                   | Simone Bolelli Máximo González      | Oliver Marach Aisam-ul-Haq Qureshi  | 6–3, 6–3                 |
| 31 de maio 7 de junho | Torneio de Roland Garros Paris, França Grand Slam € 17.011.609 – saibro – 128S•128Q•64D•16DM | Novak Djokovic                      | Stefanos Tsitsipas                  | 66–7, 2–6, 6–3, 6–2, 6–4 |
| 31 de maio 7 de junho | Torneio de Roland Garros Paris, França Grand Slam € 17.011.609 – saibro – 128S•128Q•64D•16DM | Pierre-Hugues Herbert Nicolas Mahut | Alexander Bublik Andrey Golubev     | 4–6, 7–61, 6–4           |
| 31 de maio 7 de junho | Torneio de Roland Garros Paris, França Grand Slam € 17.011.609 – saibro – 128S•128Q•64D•16DM | Desirae Krawczyk · Joe Salisbury    | Elena Vesnina Aslan Karatsev        | 2–6, 6–4, [10–5]         |

#### Junho
| Semana de              | Torneio                                                                                         | Campeã(s)(o/ões)                        | Vice-campeã(s)(o/ões)                   | Resultado                               |
| ---------------------- | ----------------------------------------------------------------------------------------------- | --------------------------------------- | --------------------------------------- | --------------------------------------- |
| 7 de junho             | Libéma Open 's-Hertogenbosch, Países Baixos ATP 250 € – grama – 28S•16Q•16D                     | Cancelado devido à pandemia de COVID-19 | Cancelado devido à pandemia de COVID-19 | Cancelado devido à pandemia de COVID-19 |
| 7 de junho             | MercedesCup Stuttgart, Alemanha ATP 250 € 618.735 – grama – 28S•16Q•16D                         | Marin Čilić                             | Félix Auger-Aliassime                   | 7–62, 6–3                               |
| 7 de junho             | MercedesCup Stuttgart, Alemanha ATP 250 € 618.735 – grama – 28S•16Q•16D                         | Marcelo Demoliner Santiago González     | Ariel Behar Gonzalo Escobar             | 4–6, 6–3, [10–6]                        |
| 14 de junho            | Noventi Open Halle, Alemanha ATP 500 € 1.455.925 – grama – 32S•24Q•24D•4QD                      | Ugo Humbert                             | Andrey Rublev                           | 6–3, 7–64                               |
| 14 de junho            | Noventi Open Halle, Alemanha ATP 500 € 1.455.925 – grama – 32S•24Q•24D•4QD                      | Kevin Krawietz Horia Tecău              | Félix Auger-Aliassime Hubert Hurkacz    | 7–64, 6–4                               |
| 14 de junho            | Cinch Championships Londres, Reino Unido ATP 500 € 1.427.455 – grama – 32S•16Q•24D              | Matteo Berrettini                       | Cameron Norrie                          | 6–4, 56–7, 6–3                          |
| 14 de junho            | Cinch Championships Londres, Reino Unido ATP 500 € 1.427.455 – grama – 32S•16Q•24D              | Pierre-Hugues Herbert Nicolas Mahut     | Reilly Opelka John Peers                | 6–4, 7–5                                |
| 21 de junho            | Viking International Eastbourne Eastbourne, Reino Unido ATP 250 € 609.065 – grama – 28S•16Q•16D | Alex de Minaur                          | Lorenzo Sonego                          | 4–6, 6–4, 7–65                          |
| 21 de junho            | Viking International Eastbourne Eastbourne, Reino Unido ATP 250 € 609.065 – grama – 28S•16Q•16D | Nikola Mektić Mate Pavić                | Rajeev Ram Joe Salisbury                | 6–4, 6–3                                |
| 21 de junho            | Mallorca Championships Maiorca, Espanha ATP 250 € 783.655 – grama – 28S•16Q•16D                 | Daniil Medvedev                         | Sam Querrey                             | 6–4, 6–2                                |
| 21 de junho            | Mallorca Championships Maiorca, Espanha ATP 250 € 783.655 – grama – 28S•16Q•16D                 | Simone Bolelli Máximo González          | Novak Djokovic Carlos Gómez-Herrera     | w.o.                                    |
| 28 de junho 5 de julho | Torneio de Wimbledon Londres, Reino Unido Grand Slam £ 17.250.000 – grama – 128S•128Q•64D•47DM  | Novak Djokovic                          | Matteo Berrettini                       | 46–7, 6–4, 6–4, 6–3                     |
| 28 de junho 5 de julho | Torneio de Wimbledon Londres, Reino Unido Grand Slam £ 17.250.000 – grama – 128S•128Q•64D•47DM  | Nikola Mektić Mate Pavić                | Marcel Granollers Horacio Zeballos      | 6–4, 7–65, 2–6, 7–5                     |
| 28 de junho 5 de julho | Torneio de Wimbledon Londres, Reino Unido Grand Slam £ 17.250.000 – grama – 128S•128Q•64D•47DM  | Desirae Krawczyk Neal Skupski           | Harriet Dart Joe Salisbury              | 6–2, 7–61                               |

#### Julho
| Semana de   | Torneio                                                                                 | Campeã(s)(o/ões)                         | Vice-campeã(s)(o/ões)           | Resultado          |
| ----------- | --------------------------------------------------------------------------------------- | ---------------------------------------- | ------------------------------- | ------------------ |
| 12 de julho | Hamburg European Open Hamburgo, Alemanha ATP 500 € 1.168.220 – saibro – 28S•24Q•16D•4QD | Pablo Carreño Busta                      | Filip Krajinović                | 6–2, 6–4           |
| 12 de julho | Hamburg European Open Hamburgo, Alemanha ATP 500 € 1.168.220 – saibro – 28S•24Q•16D•4QD | Tim Pütz · Michael Venus                 | Kevin Krawietz Horia Tecău      | 6–3, 36–7, [10–8]  |
| 12 de julho | Nordea Open Båstad, Suécia ATP 250 € 481.270 – saibro – 28S•16Q•16D                     | Casper Ruud                              | Federico Coria                  | 6–3, 6–3           |
| 12 de julho | Nordea Open Båstad, Suécia ATP 250 € 481.270 – saibro – 28S•16Q•16D                     | Sander Arends · David Pel                | Andre Begemann Albano Olivetti  | 6–4, 6–2           |
| 12 de julho | Hall of Fame Open Newport, Estados Unidos ATP 250 US$ 535.535 – grama – 28S•16Q•16D     | Kevin Anderson                           | Jenson Brooksby                 | 7–68, 6–4          |
| 12 de julho | Hall of Fame Open Newport, Estados Unidos ATP 250 US$ 535.535 – grama – 28S•16Q•16D     | William Blumberg · Jack Sock             | Austin Krajicek Vasek Pospisil  | 6–2, 7–63          |
| 19 de julho | Swiss Open Gstaad Gstaad, Suíça ATP 250 € 481.270 – saibro – 28S•16Q•16D                | Casper Ruud                              | Hugo Gaston                     | 6–3, 6–2           |
| 19 de julho | Swiss Open Gstaad Gstaad, Suíça ATP 250 € 481.270 – saibro – 28S•16Q•16D                | Marc-Andrea Hüsler · Dominic Stricker    | Szymon Walków Jan Zieliński     | 6–1, 7–67          |
| 19 de julho | Mifel Open San José del Cabo, México ATP 250 US$ 694.655 – duro – 28S•16Q•16D           | Cameron Norrie                           | Brandon Nakashima               | 6–2, 6–2           |
| 19 de julho | Mifel Open San José del Cabo, México ATP 250 US$ 694.655 – duro – 28S•16Q•16D           | Hans Hach Verdugo · John Isner           | Hunter Reese Sem Verbeek        | 5–7, 6–2, [10–4]   |
| 19 de julho | Plava Laguna Croatia Open Umag Umago, Croácia ATP 250 € 481.270 – saibro – 28S•16Q•16D  | Carlos Alcaraz                           | Richard Gasquet                 | 6–2, 6–2           |
| 19 de julho | Plava Laguna Croatia Open Umag Umago, Croácia ATP 250 € 481.270 – saibro – 28S•16Q•16D  | Fernando Romboli · David Vega Hernández  | Tomislav Brkić Nikola Čačić     | 6–3, 7–5           |
| 26 de julho | Jogos Olímpicos Tóquio, Japão Jogos Olímpicos de Verão duro – 64S•32D•16DM              | Ouro                                     | Prata                           |                    |
| 26 de julho | Jogos Olímpicos Tóquio, Japão Jogos Olímpicos de Verão duro – 64S•32D•16DM              | Alexander Zverev                         | Karen Khachanov                 | 6–3, 6–1           |
| 26 de julho | Jogos Olímpicos Tóquio, Japão Jogos Olímpicos de Verão duro – 64S•32D•16DM              | Nikola Mektić Mate Pavić                 | Marin Čilić Ivan Dodig          | 6–4, 3–6, [10–6]   |
| 26 de julho | Jogos Olímpicos Tóquio, Japão Jogos Olímpicos de Verão duro – 64S•32D•16DM              | Anastasia Pavlyuchenkova · Andrey Rublev | Elena Vesnina Aslan Karatsev    | 6–3, 56–7, [13–11] |
| 26 de julho | Jogos Olímpicos Tóquio, Japão Jogos Olímpicos de Verão duro – 64S•32D•16DM              | Bronze                                   | Quarto lugar                    |                    |
| 26 de julho | Jogos Olímpicos Tóquio, Japão Jogos Olímpicos de Verão duro – 64S•32D•16DM              | Pablo Carreño Busta                      | Novak Djokovic                  | 6–4, 66–7, 6–3     |
| 26 de julho | Jogos Olímpicos Tóquio, Japão Jogos Olímpicos de Verão duro – 64S•32D•16DM              | Marcus Daniell Michael Venus             | Austin Krajicek Tennys Sandgren | 7–63, 6–2          |
| 26 de julho | Jogos Olímpicos Tóquio, Japão Jogos Olímpicos de Verão duro – 64S•32D•16DM              | Ashleigh Barty John Peers                | Nina Stojanović Novak Djokovic  | w.o.               |
| 26 de julho | Truist Atlanta Open Atlanta, Estados Unidos ATP 250 US$ – duro – 28S•16Q•16D            | John Isner                               | Brandon Nakashima               | 7–68, 7–5          |
| 26 de julho | Truist Atlanta Open Atlanta, Estados Unidos ATP 250 US$ – duro – 28S•16Q•16D            | Reilly Opelka · Jannik Sinner            | Steve Johnson Jordan Thompson   | 6–4, 66–7, [10–3]  |
| 26 de julho | Generali Open Kitzbühel, Áustria ATP 250 € 481.270 – saibro – 28S•16Q•16D               | Casper Ruud                              | Pedro Martínez                  | 6–1, 4–6, 6–3      |
| 26 de julho | Generali Open Kitzbühel, Áustria ATP 250 € 481.270 – saibro – 28S•16Q•16D               | Alexander Erler · Lucas Miedler          | Roman Jebavý Matwé Middelkoop   | 7–5, 7–65          |

#### Agosto
| Semana de                  | Torneio                                                                                                | Campeã(s)(o/ões)                   | Vice-campeã(s)(o/ões)          | Resultado         |
| -------------------------- | --- | ---------------------------------- | ------------------------------ | ----------------- |
| 2 de agosto                | Citi Open Washington, Estados Unidos ATP 500 US$ 2.046.340 – duro – 48S•24Q•16D•4QD                    | Jannik Sinner                      | Mackenzie McDonald             | 7–5, 4–6, 7–5     |
| 2 de agosto                | Citi Open Washington, Estados Unidos ATP 500 US$ 2.046.340 – duro – 48S•24Q•16D•4QD                    | Raven Klaasen · Ben McLachlan      | Neal Skupski Michael Venus     | 7–64, 6–4         |
| 9 de agosto                | National Bank Open Toronto, Canadá ATP Masters 1000 US$ 3.487.915 – duro – 48S•24Q•28D                 | Daniil Medvedev                    | Reilly Opelka                  | 6–4, 6–3          |
| 9 de agosto                | National Bank Open Toronto, Canadá ATP Masters 1000 US$ 3.487.915 – duro – 48S•24Q•28D                 | Rajeev Ram Joe Salisbury           | Nikola Mektić Mate Pavić       | 6–3, 4–6, [10–3]  |
| 16 de agosto               | Western & Southern Open Cincinnati, Estados Unidos ATP Masters 1000 US$ 5.404.435 – duro – 56S•28Q•28D | Alexander Zverev                   | Andrey Rublev                  | 6–2, 6–3          |
| 16 de agosto               | Western & Southern Open Cincinnati, Estados Unidos ATP Masters 1000 US$ 5.404.435 – duro – 56S•28Q•28D | Marcel Granollers Horacio Zeballos | Steve Johnson Austin Krajicek  | 7–65, 7–65        |
| 23 de agosto               | Winston-Salem Open Winston-Salem, Estados Unidos ATP 250 US$ 807.210 – duro – 48S•16Q•16D              | Ilya Ivashka                       | Mikael Ymer                    | 6–0, 6–2          |
| 23 de agosto               | Winston-Salem Open Winston-Salem, Estados Unidos ATP 250 US$ 807.210 – duro – 48S•16Q•16D              | Marcelo Arévalo Matwé Middelkoop   | Ivan Dodig Austin Krajicek     | 56–7, 7–5, [10–6] |
| 30 de agosto 6 de setembro | US Open Nova York, Estados Unidos Grand Slam US$ 26.879.720 – duro – 128S•128D•64D•32DM                | Daniil Medvedev                    | Novak Djokovic                 | 6–4, 6–4, 6–4     |
| 30 de agosto 6 de setembro | US Open Nova York, Estados Unidos Grand Slam US$ 26.879.720 – duro – 128S•128D•64D•32DM                | Rajeev Ram Joe Salisbury           | Jamie Murray Bruno Soares      | 3–6, 6–2, 6–2     |
| 30 de agosto 6 de setembro | US Open Nova York, Estados Unidos Grand Slam US$ 26.879.720 – duro – 128S•128D•64D•32DM                | Desirae Krawczyk Joe Salisbury     | Giuliana Olmos Marcelo Arévalo | 7–5, 6–2          |

#### Setembro
| Semana de      | Torneio                                                                                     | Campeão(s) | Vice-campeão(s)                                                                                           | Resultado                               |
| -------------- | ------------------------------------------------------------------------------------------- | --- | --- | --------------------------------------- |
| 13 de setembro | sem torneios programados                                                                    | sem torneios programados                                                                                                | sem torneios programados                                                                                  | sem torneios programados                |
| 20 de setembro | Moselle Open Metz, França ATP 250 € 481.270 – duro (coberto) – 28S•16Q•16D                  | Hubert Hurkacz | Pablo Carreño Busta                                                                                       | 7–62, 6–3                               |
| 20 de setembro | Moselle Open Metz, França ATP 250 € 481.270 – duro (coberto) – 28S•16Q•16D                  | Hubert Hurkacz · Jan Zieliński                                                                                          | Hugo Nys Arthur Rinderknech                                                                               | 7–5, 6–3                                |
| 20 de setembro | Astana Open Astana, Cazaquistão ATP 250 US$ 541.800 – duro (coberto) – 28S•16Q•16D          | Kwon Soon-woo | James Duckworth                                                                                           | 7–66, 6–3                               |
| 20 de setembro | Astana Open Astana, Cazaquistão ATP 250 US$ 541.800 – duro (coberto) – 28S•16Q•16D          | Santiago González Andrés Molteni                                                                                        | Jonathan Erlich Andrei Vasilevski                                                                         | 6–1, 6–2                                |
| 20 de setembro | Laver Cup Boston, Estados Unidos Competição intercontinental – exibição duro (coberto) – 2E | Time Europa · Matteo Berrettini · Daniil Medvedev · Andrey Rublev · Casper Ruud · Stefanos Tsitsipas · Alexander Zverev | Time Mundo Félix Auger-Aliassime John Isner Nick Kyrgios Reilly Opelka Diego Schwartzman Denis Shapovalov | 14–1                                    |
| 27 de setembro | Chengdu Open Chengdu, China ATP 250 US$ – duro – 28S•16Q•16D                                | Cancelado devido à pandemia de COVID-19                                                                                 | Cancelado devido à pandemia de COVID-19                                                                   | Cancelado devido à pandemia de COVID-19 |
| 27 de setembro | San Diego Open San Diego, Estados Unidos ATP 250 US$ 661.800 – duro – 28S•16Q•16D           | Casper Ruud | Cameron Norrie                                                                                            | 6–0, 6–2                                |
| 27 de setembro | San Diego Open San Diego, Estados Unidos ATP 250 US$ 661.800 – duro – 28S•16Q•16D           | Joe Salisbury Neal Skupski                                                                                              | John Peers Filip Polášek                                                                                  | 7–62, 3–6, [10–5]                       |
| 27 de setembro | Sofia Open Sófia, Bulgária ATP 250 € 481.270 – duro (coberto) – 28S•16Q•16D                 | Jannik Sinner | Gaël Monfils                                                                                              | 6–3, 6–4                                |
| 27 de setembro | Sofia Open Sófia, Bulgária ATP 250 € 481.270 – duro (coberto) – 28S•16Q•16D                 | Jonny O'Mara Ken Skupski                                                                                                | Oliver Marach Philipp Oswald                                                                              | 6–3, 6–4                                |
| 27 de setembro | Zhuhai Championships Zhuhai, China ATP 250 US$ – duro – 28S•16Q•16D                         | Cancelado devido à pandemia de COVID-19                                                                                 | Cancelado devido à pandemia de COVID-19                                                                   | Cancelado devido à pandemia de COVID-19 |

#### Outubro
| Semana de                  | Torneio                                                                                           | Campeão(s)                              | Vice-campeão(s)                         | Resultado                               |
| -------------------------- | ------------------------------------------------------------------------------------------------- | --------------------------------------- | --------------------------------------- | --------------------------------------- |
| 4 de outubro               | China Open Pequim, China ATP 500 US$ – duro – 32S•16Q•16D•4QD                                     | Cancelado devido à pandemia de COVID-19 | Cancelado devido à pandemia de COVID-19 | Cancelado devido à pandemia de COVID-19 |
| 4 de outubro               | Rakuten Japan Open Tennis Championships Tóquio, Japão ATP 500 US$ – duro – 32S•16Q•16D•3QD        | Cancelado devido à pandemia de COVID-19 | Cancelado devido à pandemia de COVID-19 | Cancelado devido à pandemia de COVID-19 |
| 4 de outubro 11 de outubro | BNP Paribas Open Indian Wells, Estados Unidos ATP Masters 1000 US$ 9.146.125 – duro – 96S•48Q•32D | Cameron Norrie                          | Nikoloz Basilashvili                    | 3–6, 6–4, 6–1                           |
| 4 de outubro 11 de outubro | BNP Paribas Open Indian Wells, Estados Unidos ATP Masters 1000 US$ 9.146.125 – duro – 96S•48Q•32D | John Peers Filip Polášek                | Aslan Karatsev Andrey Rublev            | 6–3, 7–65                               |
| 11 de outubro              | Rolex Shanghai Masters Xangai, China ATP Masters 1000 US$ – duro – 56S•28Q•32D                    | Cancelado devido à pandemia de COVID-19 | Cancelado devido à pandemia de COVID-19 | Cancelado devido à pandemia de COVID-19 |
| 18 de outubro              | European Open Antuérpia, Bélgica ATP 250 € 584.125 – duro (coberto) – 28S•16Q•16D                 | Jannik Sinner                           | Diego Schwartzman                       | 6–2, 6–2                                |
| 18 de outubro              | European Open Antuérpia, Bélgica ATP 250 € 584.125 – duro (coberto) – 28S•16Q•16D                 | Nicolas Mahut Fabrice Martin            | Wesley Koolhof Jean-Julien Rojer        | 6–0, 6–1                                |
| 18 de outubro              | VTB Kremlin Cup Moscou, Rússia ATP 250 US$ 779.515 – duro (coberto) – 28S•16Q•16D                 | Aslan Karatsev                          | Marin Čilić                             | 6–2, 6–4                                |
| 18 de outubro              | VTB Kremlin Cup Moscou, Rússia ATP 250 US$ 779.515 – duro (coberto) – 28S•16Q•16D                 | Harri Heliövaara · Matwé Middelkoop     | Tomislav Brkić Nikola Čačić             | 7–5, 4–6, [11–9]                        |
| 25 de outubro              | Swiss Indoors Basileia, Suíça ATP 500 € – duro (coberto) – 32S•16Q•16D•4QD                        | Cancelado devido à pandemia de COVID-19 | Cancelado devido à pandemia de COVID-19 | Cancelado devido à pandemia de COVID-19 |
| 25 de outubro              | Erste Bank Open Viena, Áustria ATP 500 € 1.515.215 – duro (coberto) – 32S•16Q•16D•4QD             | Alexander Zverev                        | Frances Tiafoe                          | 7–5, 6–4                                |
| 25 de outubro              | Erste Bank Open Viena, Áustria ATP 500 € 1.515.215 – duro (coberto) – 32S•16Q•16D•4QD             | Juan Sebastián Cabal Robert Farah       | Rajeev Ram Joe Salisbury                | 6–4, 6–2                                |
| 25 de outubro              | St. Petersburg Open São Petersburgo, Rússia ATP 250 US$ 932.370 – duro (coberto) – 28S•16Q•16D    | Marin Čilić                             | Taylor Fritz                            | 7–63, 4–6, 6–4                          |
| 25 de outubro              | St. Petersburg Open São Petersburgo, Rússia ATP 250 US$ 932.370 – duro (coberto) – 28S•16Q•16D    | Jamie Murray Bruno Soares               | Andrey Golubev Hugo Nys                 | 6–3, 6–4                                |

#### Novembro
| Semana de                     | Torneio | Campeão(s)                                                                                | Vice-campeão(s)                                                                   | Resultado         |
| ----------------------------- | --- | ----------------------------------------------------------------------------------------- | --------------------------------------------------------------------------------- | ----------------- |
| 1º de novembro                | Rolex Paris Masters Paris, França ATP Masters 1000 € 3.084.450 – duro (coberto) – 56S•28Q•24D                                                   | Novak Djokovic                                                                            | Daniil Medvedev                                                                   | 4–6, 6–3, 6–3     |
| 1º de novembro                | Rolex Paris Masters Paris, França ATP Masters 1000 € 3.084.450 – duro (coberto) – 56S•28Q•24D                                                   | Tim Pütz Michael Venus                                                                    | Pierre-Hugues Herbert Nicolas Mahut                                               | 6–3, 46–7, [11–9] |
| 8 de novembro                 | Stockholm Open Estocolmo, Suécia ATP 250 € 711.275 – duro (coberto) – 28S•16Q•16D                                                               | Tommy Paul                                                                                | Denis Shapovalov                                                                  | 6–4, 2–6, 6–4     |
| 8 de novembro                 | Stockholm Open Estocolmo, Suécia ATP 250 € 711.275 – duro (coberto) – 28S•16Q•16D                                                               | Santiago González Andrés Molteni                                                          | Aisam-ul-Haq Qureshi Jean-Julien Rojer                                            | 6–2, 6–2          |
| 8 de novembro                 | Intesa Sanpaolo Next Gen ATP Finals Milão, Itália Competição entre jovens promessas - exibição US$ 1.300.000 – duro (coberto) – 8S              | Carlos Alcaraz                                                                            | Sebastian Korda                                                                   | 4–35, 4–2, 4–2    |
| 15 de novembro                | Nitto ATP Finals Turim, Itália Torneio de fim de temporada US$ 7.084.500 – duro (coberto) – 8S•8D                                               | Alexander Zverev                                                                          | Daniil Medvedev                                                                   | 6–4, 6–4          |
| 15 de novembro                | Nitto ATP Finals Turim, Itália Torneio de fim de temporada US$ 7.084.500 – duro (coberto) – 8S•8D                                               | Pierre-Hugues Herbert Nicolas Mahut                                                       | Rajeev Ram Joe Salisbury                                                          | 6–4, 7–60         |
| 22 de novembro 29 de novembro | Copa Davis: Finais Innsbruck, Áustria Madri, Espanha Turim, Itália Competição de longa duração entre países £ 16.000.000 – duro (coberto) – 18E | FRT · Evgeny Donskoy · Aslan Karatsev · Karen Khachanov · Daniil Medvedev · Andrey Rublev | Croácia · Marin Čilić · Borna Gojo · Nikola Mektić · Mate Pavić · Nino Serdarušić | 2–0               |

## Prêmios em dinheiro
Em 6 de dezembro de 2021.
| #  | Jogador            | Simples       | Duplas      | Total         |
| -- | ------------------ | ------------- | ----------- | ------------- |
| 1  | Novak Djokovic     | US$ 9.069.225 | US$ 31.322  | US$ 9.100.547 |
| 2  | Daniil Medvedev    | US$ 7.466.284 | US$ 14.987  | US$ 7.481.271 |
| 3  | Alexander Zverev   | US$ 6.361.173 | US$ 59.171  | US$ 6.420.344 |
| 4  | Stefanos Tsitsipas | US$ 3.503.608 | US$ 75.547  | US$ 3.579.155 |
| 5  | Andrey Rublev      | US$ 3.131.467 | US$ 199.911 | US$ 3.331.378 |
| 6  | Matteo Berrettini  | US$ 3.201.126 | US$ 30.782  | US$ 3.231.908 |
| 7  | Cameron Norrie     | US$ 2.518.782 | US$ 105.099 | US$ 2.623.881 |
| 8  | Casper Ruud        | US$ 2.230.592 | US$ 84.037  | US$ 2.314.629 |
| 9  | Hubert Hurkacz     | US$ 2.173.247 | US$ 140.042 | US$ 2.313.289 |
| 10 | Jannik Sinner      | US$ 2.159.534 | US$ 73.665  | US$ 2.233.199 |

## Distribuição de pontos
A distribuição de pontos para a temporada de 2021 foi definida:
| Categoria                 | T          | F                                        | SF                                       | QF                                       | R16                                      | R32                                      | R64                                      | R128                                     | Q                                        | Q3                                       | Q2                                       | Q1                                       |
| ------------------------- | ---------- | ---------------------------------------- | ---------------------------------------- | ---------------------------------------- | ---------------------------------------- | ---------------------------------------- | ---------------------------------------- | ---------------------------------------- | ---------------------------------------- | ---------------------------------------- | ---------------------------------------- | ---------------------------------------- |
| Grand Slam (S)            | 2000       | 1200                                     | 720                                      | 360                                      | 180                                      | 90                                       | 45                                       | 10                                       | 25                                       | 16                                       | 8                                        | 0                                        |
| Grand Slam (D)            | 2000       | 1200                                     | 720                                      | 360                                      | 180                                      | 90                                       | 0                                        | –                                        | –                                        | –                                        | –                                        | –                                        |
| ATP Finals (S/D)          | 900+FG     | 400+FG                                   | FG                                       | Fase de grupos (FG): 200 por vitória     | Fase de grupos (FG): 200 por vitória     | Fase de grupos (FG): 200 por vitória     | Fase de grupos (FG): 200 por vitória     | Fase de grupos (FG): 200 por vitória     | Fase de grupos (FG): 200 por vitória     | Fase de grupos (FG): 200 por vitória     | Fase de grupos (FG): 200 por vitória     | Fase de grupos (FG): 200 por vitória     |
| ATP Masters 1000 (96S)    | 1000       | 600                                      | 360                                      | 180                                      | 90                                       | 45                                       | 25                                       | 10                                       | 16                                       | –                                        | 8                                        | 0                                        |
| ATP Masters 1000 (56/48S) | 1000       | 600                                      | 360                                      | 180                                      | 90                                       | 45                                       | 10                                       | –                                        | 25                                       | –                                        | 16                                       | 0                                        |
| ATP Masters 1000 (32D)    | 1000       | 600                                      | 360                                      | 180                                      | 90                                       | 0                                        | –                                        | –                                        | –                                        | –                                        | –                                        | –                                        |
| ATP 500 (48S)             | 500        | 300                                      | 180                                      | 90                                       | 45                                       | 20                                       | 0                                        | –                                        | 10                                       | –                                        | 4                                        | 0                                        |
| ATP 500 (32S)             | 500        | 300                                      | 180                                      | 90                                       | 45                                       | 0                                        | –                                        | –                                        | 20                                       | –                                        | 10                                       | 0                                        |
| ATP 500 (16D)             | 500        | 300                                      | 180                                      | 90                                       | 0                                        | –                                        | –                                        | –                                        | 45                                       | –                                        | 25                                       | 0                                        |
| ATP 250 (56/48S)          | 250        | 150                                      | 90                                       | 45                                       | 20                                       | 10                                       | 0                                        | –                                        | 5                                        | –                                        | 3                                        | 0                                        |
| ATP 250 (32/28S)          | 250        | 150                                      | 90                                       | 45                                       | 20                                       | 0                                        | –                                        | –                                        | 12                                       | –                                        | 6                                        | 0                                        |
| ATP 250 (16D)             | 250        | 150                                      | 90                                       | 45                                       | 0                                        | –                                        | –                                        | –                                        | –                                        | –                                        | –                                        | –                                        |
| ATP Cup (S)               | 500 (max.) | Para mais detalhes, veja ATP Cup de 2021 | Para mais detalhes, veja ATP Cup de 2021 | Para mais detalhes, veja ATP Cup de 2021 | Para mais detalhes, veja ATP Cup de 2021 | Para mais detalhes, veja ATP Cup de 2021 | Para mais detalhes, veja ATP Cup de 2021 | Para mais detalhes, veja ATP Cup de 2021 | Para mais detalhes, veja ATP Cup de 2021 | Para mais detalhes, veja ATP Cup de 2021 | Para mais detalhes, veja ATP Cup de 2021 | Para mais detalhes, veja ATP Cup de 2021 |
| ATP Cup (D)               | 250 (max.) |                                          |                                          |                                          |                                          |                                          |                                          |                                          |                                          |                                          |                                          |                                          |

## Prêmios
Os vencedores do ATP Awards de 2022 foram anunciados em dezembro.
- Jogador do ano:  Novak Djokovic;
- Dupla do ano:  Nikola Mektić /  Mate Pavić;
- Jogador que mais evoluiu:  Aslan Karatsev;
- Revelação do ano: Jenson Brooksby;
- Retorno do ano:  Mackenzie McDonald;
- Treinador do ano:  Facundo Lugones ( Cameron Norrie).

- Esportividade Stefan Edberg:  Rafael Nadal;
- Humanitarismo Arthur Ashe:  Marcus Daniell;
- Excelência em mídia Ron Bookman:  Prajwal Hedge.

Torneios do ano:
- ATP Masters 1000:  Indian Wells;
- ATP 500:  Viena;
- ATP 250:  Doha.

Favoritos do torcedor:
- Jogador:  Roger Federer;
- Dupla:  Pierre-Hugues Herbert /  Nicolas Mahut.